# پوتوووووووو
پوتوووووووو (به انگلیسی: Potooooooo) یا به شکل پوت+۸و (Pot-8-Os) (از 1773 تا نوامبر ۱۸۰۰) یک اسب مسابقه ای اصیل سدهٔ هجدهم بود که در بیش از ۲۵ مسابقه پیروز شد و بالاتر از برخی از برجسته‌ترین اسب‌های مسابقه‌ای زمان خود قرار گرفت. او در ادامه به یک پدر زادمایه مهم تبدیل شد که دونده‌های اصلی او شامل برندگان دربی Epsom Waxy , Champion و Tyrant بودند. او بیشتر به دلیل املای ناهنجار نامش که تلفظ آن مانند Potatoes است، زبانزد همگانی شده‌است.